# Thriller – ein unbarmherziger Film
Thriller – ein unbarmherziger Film ist ein Film des Regisseurs Bo Arne Vibenius, gedreht im Jahr 1973 in Schweden.

## Handlung
Die junge Frigga wächst auf einem Bauernhof auf. Sie ist stumm, seit sie als Kind von einem Triebtäter missbraucht wurde. Als sie eines Tages per Anhalter von Tony in die Stadt mitgenommen wird, folgt ihm das naive Mädchen in seine Wohnung. Tony setzt sie unter Drogen, hält sie fortan gefangen und zwingt sie zur Prostitution. Tony schreibt Friggas Eltern in ihrem Namen einen Abschiedsbrief und lässt sie glauben, Frigga habe sich von ihnen abgewandt, weil sie der Einsamkeit des abgelegenen Hofes entkommen möchte. Der Vater verliert daraufhin jeden Lebensmut und bringt seine Frau und sich selbst um. Anfangs rebelliert Frigga, doch ihre zunehmende Heroinabhängigkeit sowie brutale Bestrafungen – als sie einem Freier das Gesicht zerkratzt, sticht ihr Tony ein Auge aus – führen dazu, dass sie sich zunächst in ihr Schicksal fügt. Als sie jedoch vom Tod ihrer Eltern erfährt und sie auch von ihrer besten Freundin im Bordell nur noch ein blutdurchtränktes Laken vorfindet, schwört sie bittere Rache an ihren Peinigern.
Sie nimmt Kampfsport-, Schieß- und Fahrunterricht und besorgt sich genügend Waffen, darunter eine abgesägte Schrotflinte. Im finalen Showdown tötet sie nach und nach ihre Freier sowie ihren Zuhälter Tony und dessen Handlanger, aber auch zwei Polizisten und unbeteiligte Autofahrer kommen bei ihrem Rachefeldzug ums Leben.

## Hintergrund
Der Film zählt zu den wenigen Filmen, der in seiner Ursprungsfassung von der schwedischen Zensurbehörde verboten wurde (swe. Totalförbjuden). Um eine Freigabe zu erhalten, musste der Film um mehrere Szenen zensiert werden, wie die Aufzeichnungen des schwedischen Filminstituts dokumentieren. Insgesamt mussten mehr als 700 Meter Film entfernt werden, um eine Freigabe ab 15 Jahren zu erhalten, welche die höchste Einstufung in Schweden ist. Die fast ungekürzte Fassung ist die am 28. September 2004 erschienene Limited Edition von Synapse films. Sie wurde gegenüber der US-Blu-ray von Vinegar Syndrome, die 2022 erschienen ist, um diverse Gewalt- als auch Pornografieszenen zensiert.

## Trivia
- Laut einer Aussage in einem Interview von Christina Lindberg wurde für die Szene, in der Frigga das Auge mit dem Skalpell entfernt wird, ein echter Leichnam verwendet.
- In den Vereinigten Staaten feierte der Film am 5. Juni 1974 Weltpremiere unter dem Titel They call her One Eye[5], spätere Double-Features wurden unter dem Titel A Hooker's Revenge in den berüchtigten Grindhouse Kinos aufgeführt. Doch selbst in den USA konnte lediglich eine gekürzte Fassung aufgeführt werden, es mussten jedoch „nur“ 510 Meter Film geschnitten werden im Gegensatz zur schwedischen Kinoversion[6].
- Welchen Schnitten sich die deutsche Kinoversion unterziehen musste, ist nicht bekannt. Deutschland-Premiere war am 20. März 1975, Pilot Filmverleih[7][8].
- 2004 veröffentlichte Synapse films den kontroversen Thriller – ein unbarmherziger Film auf DVD. Die Veröffentlichung des Films war jedoch nicht weniger kontrovers als der Film selbst. Der Regisseur Bo Arne Vibenius behauptete, dass Synapse films den Film von ihm gestohlen hätte und schrieb unter falschem Namen Drohbriefe, E-Mails und Faxe. 2002 kaufte Synapse films von Chrome Entertainment die weltweiten Vertriebsrechte für $10.000. Die Gründe, weshalb Vibenius gegen das DVD-Label vorging, sind unbekannt.[9]